# Графство Линген
Графство Линген (нем. Grafschaft Lingen) — государство в составе Священной Римской империи, c 1702 г. — под управлением Пруссии.

## История
Графство Линген располагалось в регионе Венкигау на территории племенного герцогства Саксония. В январе 1180 года Фридрих I Барбаросса отозвал имперскую вотчину у саксонского герцога Генриха Льва.

### Средние века
Граф Текленбурга Николай II потерял часть нижнего графства Линген после войны с епископами Мюнстера и Оснабрюка Отто IV и Дитрихом. Ему пришлось уступить Бевергерн-Рейне, половину приходов Плантлюнне и Шапен, а также Остенвальд, Штадер и Шпеллервальд.
Графство Линген было отделено от графства Текленбург в 1493 году. Граф Николай III Фон Текленбург-Шверин передал своему второму сыну Николаю контроль над основной территорией, оставив себе старую часть Лингена (Хаммское мирное соглашение 1493 года)..
В 1496 г. Николай III умер, ему наследовал старший сын Отто III. Он захватил графство Текленбург и вытеснил своего брата Николая в Линген. В 1498 г., будучи Николаем IV, он вместе со своей матерью переехал в замок Линген.

### Новое время
Граф Николай IV пытался обогатиться, совершая набеги на купцов соседней Мюнстерской епархии. Затем в 1518 году епископ Мюнстера Эрих II на год завоевал графство Линген; Николаю IV пришлось бежать. После возвращения он позаботился об усилении укреплений Лингена. Чтобы обрести союзника, он включил графство в состав герцогства Гельдерн в 1526 г. и в то же время получил от герцога Карла Эгмонта эту территорию в качестве феодального владения.
Николай IV остался холостым, после его смерти в 1541 г. графство унаследовал его племянник и граф Текленбурга Конрад.
Карл Эгмонт был вынужден признать императора Свящйенной Римской империи Карла V своим сюзереном в 1528 г. и умер бездетным в 1538 г., назначив наследником герцога Клевского Иоганна III. Однако император считал, что к нему вернулось не только герцогство Гельдерн, но и графство Линген. Кроме того, Конрад был протестантом и ввёл реформацию в Лингене; он принадлежал к Шмалькальденскому союзу. В 1546 г. Карл V наложил на него имперскую опалу.
Карл V выступил в 1547 году со своими войсками под предводительством Максимилиана Эгмонта. Конраду пришлось передать императору Карлу графство Линген и 25 000 талеров. Император передал земли Максимилиану, ставшему графом Линген 29 июня 1548 года. После его смерти в этом же году его наследница Анна ван Эгмонд в 1551 г. вышла замуж за Вильгельма Оранского при разрешеии императора в обмен на продажу ему графства за 120 тыс. золотых гульденов .
После приобретения графства Карл V передал его своей сестре и штатгальтеру Нидерландов Марии Австрйиской 7 мая 1550 года. В 1555 г. прежнее законодательство графства было обощено в «Лингенском земельном законе».

### Габсбурги
Когда Карл V отрекся от престола в 1555 году, он передал графство Линген вместе со своими южноевропейскими владениями и бургундскими землями своему старшему сыну Филиппу II, который стал королем Испании.
Графство также стало ареной боевых действий Восьмидесятилетней войны между Испанией и Нидерландами. В 1597 году принц Морис Оранский завоевал Линген в ходе кампании за Утрехтскую унию. В 1605 году графство было отвоевано испанским генералом Амбросио Спинолой, власть которых сохранялась до 1632 г.

### Голландия и Пруссия
Во время голландской войны княжество-епископство Мюнстер завоевало графство в 1672 г., но было вынуждено вернуть его в 1674 г. После смерти короля Англии Вильгельма III Оранского в 1702 году король Пруссии Фридрих I унаследовал графство Линген, которое он воссоединил с купленным графством Текленбург в 1707 г. Территориальное расширение графства на запад произошло в 1802 году за счет секуляризации епископства Мюнстера.
В 1807 году графство было оккупировано французами. В 1809 г. было передано великому герцогству Берг (департамент Эмс), а в 1810 г. — Франции (департамент Оберэмс). Освободительная война в Германии положила конец французскому правлению в ноябре 1813 года. В 1814 г. Венский конгресс вернуло графство Пруссии; но из-за её отказа от нижнего графства Линген, то стало частью Ганноверского королевства. Постановление о культуре от 25 июня 1822 г. и дополнение от 12 марта 1824 г. содержали юридические инструкции по использованию протестантских церквей и школ в графстве. Однако это постановление было отменено в 1827/1830 году из-за непрекращающегося спора по поводу использования церкви. Папа римский Лев XII в 1824 г. включил Линген в епархию Оснабрюк.
В Хелдерманнпарке в Иббенбюрене установлен прусский памятник, посвященный связи между Лингеном и Пруссией. Он был установлен на Верхнем рынке в 1902 году в ознаменование 200-летия членства Верхнего графства Линген в Королевстве Пруссия. После того, как он был временно расположен в Вертмюле и Ноймаркте, в 2018 году он был перенесен в Хельдерманнпарк.